# 師団
師団（しだん、仏・英: Division）は、軍隊の部隊編制単位の一つ。旅団・団より大きく、軍団・軍より小さい。師団は、主たる作戦単位であるとともに、地域的または期間的に独立して、一正面の作戦を遂行する能力を保有する最小の戦略単位とされることが多い。多くの陸軍では、いくつかの旅団・団または連隊を含み、いくつかの師団が集まって軍団・軍等を構成する。

NATOの兵科記号（歩兵師団）

編制については、国や時期、兵科によって変動が大きいが、21世紀初頭現代の各国陸軍の師団は、2～4個の連隊または旅団を基幹として、歩兵、砲兵、工兵等の戦闘兵科及び兵站等の後方支援部隊などの諸兵科を連合した6千人から2万人程度の兵員規模の作戦基本部隊である。多くの国において師団長には少将が補せられるが、ブラジルなどの中南米の幾つかの国や日本のように中将が補せられる国もあり、またイスラエルや一部のアラブ諸国では准将が、ソ連・ロシアや東ドイツ等の旧東欧諸国では大佐が務める例も見られる。
divisionという語は欧州の文化を源とする欧米諸国の陸海空軍いずれでも用いられており、陸軍及び海兵隊では師団、海軍では隊又は分艦隊、空軍では航空師団などと訳されることがある。

## 歴史

### フランス王国での創案
中世のヨーロッパにおいて、軍隊は一塊の集団として行動するのが一般的であった。人数は数千から数万人程度、貴族・騎士やその家来、攻城兵器を操る技術者などの寄せ集めであり、明確な編成がなかったこともあり、指揮を執ることには困難が伴い、戦術上の必要性に対応することも難しかった。近世になると、機能的な指揮・統制や迂回戦術などの必要性から、総兵力数万人程度の軍を3個程度の集団に分割しての用兵がなされるようになり、これが後の師団制の素地となった。
17世紀、スウェーデン王グスタフ2世アドルフは多くの軍事的改革を行ったが、その一つが小単位部隊編制の合理的・合目的的整備であり、3個戦隊をもって旅団を構成するようにした。三十年戦争でスウェーデンと同盟関係にあったフランス王国もこの方式を導入したが、名称は旧来用いてきたものを踏襲し、戦隊のかわりに大隊（bataillon）、旅団のかわりに連隊（regiment）と称した。連隊は常設単位としては最大規模の部隊であり、戦役ごとに連隊群が軍司令官のもとに糾合されていたが、この頃の名将として知られていたテュレンヌ子爵は、既に連隊よりも大規模な部隊単位としての旅団を構想していたといわれる。
"division"という言葉自体は、18世紀初頭より用いられるようになった。しかしオーストリア継承戦争の時点では、本隊とは別の道を通って行軍するなどしているために総司令官の直接指揮下にない部隊という意味に過ぎず、本隊に合流した時点で消滅する一時的な組織であり、諸兵科連合なども特に意識されてはいなかった。これに対し、サックス元帥は、歩兵連隊を基準とした歩・騎・砲の三兵種から成る戦闘団の臨時編成を試みた。当時、啓蒙思想を背景として古代ギリシアや古代ローマ時代の文献の見直しが進んでおり、サックス元帥もローマ軍団（レギオー）にヒントを得て、既存の連隊を組み合わせて旅団を編成し、2個の旅団をあわせて部隊を編制したものであった。またその部下であったブロイ公ヴィクトル＝フランソワも、七年戦争において同様の部隊を実験的に運用していたほか、ブールセ将軍も、山岳戦での諸兵連合部隊による分進合撃戦術の有用性を説いた。
同戦争でのフランスの敗北と海外植民地多数の喪失という事態に対応し、これらの経験を踏まえて1776年にフランス陸軍が導入したのが師団管区の制度であった。これは、歩兵・騎兵・砲兵・工兵など各兵種の部隊を含んで1名の中将によって統率される「師団管区」を平時の陸軍の構成単位とするもので、中将は平時より各兵種の共同訓練を行うことで戦闘行動での連携を改善するとともに、戦時にはそれらの部隊の指揮官となる責任を負うこととなった。そしてフランス革命直前の1788年には、軍事参議会の決定により、歩兵旅団・騎兵旅団各1個（各2個連隊編制）をもって師団とする編制が定められた。ギベール元帥は、ブールセ将軍による分進合撃戦術を師団編制と組み合わせて敷衍することを提唱し、この結果、アンシャン・レジームの時期において、既にフランス陸軍では放胆な機動・広正面展開・包囲・殲滅戦略思想が胚胎し、また大部隊による縦深展開隊形による攻撃の戦術方式が発展するに至っていた。

### フランス革命戦争での発展
フランス革命戦争中の1793年から1794年にかけて、徴兵制度によって543個大隊・45万名という大兵力が建設されたが、公安委員会のラザール・カルノーはこれに既存の傭兵部隊を混合して軍隊を再編し、戦列歩兵209個半旅団と軽装騎兵42個半旅団を編成した。また1793年には国民公会によって師団制度の採用が決定されていたが、革命前の師団編制は上記の通り歩兵・騎兵のみで砲兵をもたなかったのに対し、カルノーは歩兵半旅団4個と騎兵半旅団2個に火砲8門を加えて1個師団とすることで、師団を歩・騎・砲の3兵種連合の大部隊単位として発展させた。1796年、フランス全軍はほぼ師団編制に統一されていた。
ナポレオン・ボナパルトはこの編制に若干の修正改善を加えて有機的に運用し、顕著な成果を収めた。ナポレオン軍の歩兵師団は2－3個歩兵旅団（各2個連隊）と1個砲兵隊（各野砲4門、曲射砲2門を有する中隊2個）および偵察に任ずる若干の騎兵から成り、別に騎兵師団を編成していた。歩兵師団隷下の旅団は通常2個であったことから、師団そのものは歩兵連隊4個を基幹とすることとなり、4単位制師団と呼称された。
フランス革命戦争・ナポレオン戦争での経験を通じて、他のヨーロッパ諸国も、フランス軍の戦術・軍制を学んでいった。フランスの1788年タイプの師団制度の導入が進められ、徴兵制度と結びつくことで国民軍に変化して、近代的軍隊が確立されていった。例えばプロイセン王国では、イエナ・アウエルシュタットの戦いでの敗戦ののち、1807－13年の軍制改革において、ゲプハルト・レベレヒト・フォン・ブリュッヘルの唱導により、国民的徴兵による大兵力造成とともにナポレオン軍式の師団創設が実現した。一方、フランス軍のもう一方の強敵であるイギリス軍では、地上兵力の劣勢もあって師団編制の採用には消極的であり、1807年まで全く師団編制を設けていなかったほか、その後も旅団での作戦が多用され、師団編制も安定したものとはならなかった。

### 3単位制師団への移行
ナポレオン戦争後、各国陸軍の単位部隊編制には大きな変化は生じなかった。ただし兵器技術の質的向上が進んだことで編制内の砲兵力増強の傾向が見られ、特に先駆者であるプロイセン王国では、1851年には師団砲兵を野砲96門の連隊編制に格上げした。一方、火力の増大とともに野戦築城戦術の組織化が進んだことで、大単位の騎兵部隊は退潮に向かい、プロイセン王国が1851年に騎兵師団を編成したのを掉尾として、以後、偵察を主任務とする旅団規模の部隊を除けば一般には連隊以下の単位部隊となっていった。
1914年の第一次世界大戦開戦直後には、フランス・ドイツ・ロシアともに1788年タイプの師団編制で戦っていたが、1916年末にドイツ軍が、また1917年末にはフランス軍が3単位制に移行した。これは大砲および機関銃の発達によって歩兵の小銃火力の地位が相対的に低下するとともに、作戦様相が運動戦から陣地戦に移行したことで師団数の増加が急務となり、歩兵を減じて砲兵・工兵に充当する必要性が生じたためであった。イギリス軍は大戦前から3個旅団で師団を編成していたほか、後にはロシアやアメリカにも3単位制が波及していった。4単位制の師団では連隊数が多いため旅団という中間結節を設け、最下級の将官を旅団長としていたのに対し、3単位制の師団ではこれは廃止された。一方、師団内での下級将官のポストとして、日本軍では師団長と連隊長の間に歩兵団長が、またアメリカ軍やフランス軍では師団長を補佐する副師団長が設けられた。
- 4単位制師団

| 師団 | 師団 | 師団 | 師団 | 師団 | 師団 |  |  | 旅団 | 旅団 | 旅団 | 旅団 | 旅団 | 旅団 |  |  | 連隊 | 連隊 | 連隊 | 連隊 | 連隊 | 連隊 |
| 師団 | 師団 | 師団 | 師団 | 師団 | 師団 |  |  | 旅団 | 旅団 | 旅団 | 旅団 | 旅団 | 旅団 |  |  | 連隊 | 連隊 | 連隊 | 連隊 | 連隊 | 連隊 |
|      |      |      |      |      |      |  |  |      |      |      |      |      |      |  |  | 連隊 |      |      |      |      |      |
|      |      |      |      |      |      |  |  |      |      |      |      |      |      |  |  |      |      |      |      |      |      |
|      |      |      |      |      |      |  |  |      |      |      |      |      |      |  |  |      |      |      |      |      |      |
|      |      |      |      |      |      |  |  | 旅団 | 旅団 | 旅団 | 旅団 | 旅団 | 旅団 |  |  | 連隊 | 連隊 | 連隊 | 連隊 | 連隊 | 連隊 |
|      |      |      |      |      |      |  |  | 旅団 | 旅団 | 旅団 | 旅団 | 旅団 | 旅団 |  |  | 連隊 | 連隊 | 連隊 | 連隊 | 連隊 | 連隊 |
|      |      |      |      |      |      |  |  |      |      |      |      |      |      |  |  | 連隊 |      |      |      |      |      |
|      |      |      |      |      |      |  |  |      |      |      |      |      |      |  |  |      |      |      |      |      |      |

- 3単位制師団

| 師団 | 師団 | 師団 | 師団 | 師団 | 師団 |  |  | 連隊 | 連隊 | 連隊 | 連隊 | 連隊 | 連隊 |  |  |  |  |  |  |  |  |
| 師団 | 師団 | 師団 | 師団 | 師団 | 師団 |  |  | 連隊 | 連隊 | 連隊 | 連隊 | 連隊 | 連隊 |  |  |  |  |  |  |  |  |
|      |      |      |      |      |      |  |  |      |      |      |      |      |      |  |  |  |  |  |  |  |  |
|      |      |      |      |      |      |  |  | 連隊 |      |      |      |      |      |  |  |  |  |  |  |  |  |
|      |      |      |      |      |      |  |  |      |      |      |      |      |      |  |  |  |  |  |  |  |  |
|      |      |      |      |      |      |  |  |      |      |      |      |      |      |  |  |  |  |  |  |  |  |
|      |      |      |      |      |      |  |  | 連隊 |      |      |      |      |      |  |  |  |  |  |  |  |  |
|      |      |      |      |      |      |  |  |      |      |      |      |      |      |  |  |  |  |  |  |  |  |

- 日本陸軍の3単位制師団

| 歩兵師団 | 歩兵師団 | 歩兵師団 | 歩兵師団 | 歩兵師団 | 歩兵師団 |  |  | 歩兵団 | 歩兵団 | 歩兵団 | 歩兵団 | 歩兵団 | 歩兵団 |  |  | 歩兵連隊 | 歩兵連隊 | 歩兵連隊 | 歩兵連隊 | 歩兵連隊 | 歩兵連隊 |
| 歩兵師団 | 歩兵師団 | 歩兵師団 | 歩兵師団 | 歩兵師団 | 歩兵師団 |  |  | 歩兵団 | 歩兵団 | 歩兵団 | 歩兵団 | 歩兵団 | 歩兵団 |  |  | 歩兵連隊 | 歩兵連隊 | 歩兵連隊 | 歩兵連隊 | 歩兵連隊 | 歩兵連隊 |
|          |          |          |          |          |          |  |  |        |        |        |        |        |        |  |  |          |          |          |          |          |          |
|          |          |          |          |          |          |  |  |        |        |        |        |        |        |  |  | 歩兵連隊 |          |          |          |          |          |
|          |          |          |          |          |          |  |  |        |        |        |        |        |        |  |  |          |          |          |          |          |          |
|          |          |          |          |          |          |  |  |        |        |        |        |        |        |  |  |          |          |          |          |          |          |
|          |          |          |          |          |          |  |  |        |        |        |        |        |        |  |  | 歩兵連隊 |          |          |          |          |          |
|          |          |          |          |          |          |  |  |        |        |        |        |        |        |  |  |          |          |          |          |          |          |

## 日本陸軍

### 概論
1888年5月12日に鎮台を廃し、それに代って師団が置かれた。これが常設師団の始まりである。大日本帝国陸軍では、恒久的な部隊である歩兵連隊と他の諸兵科を以って組織された戦略単位である師団という単位を重視し、陸軍中将を以て補し更に1902年（明治35年）より特に親補職としていた。ただし、第二次世界大戦末期には優秀な若手将官を登用すべく、師団長心得という形で少将が充てられるようになった。日中戦争開戦以前の平時において、海外領土等には朝鮮軍・台湾軍・関東軍・支那駐屯軍の4軍があったが、このうち隷下に常設師団を持つのは朝鮮軍のみであり、他は師団と比べて規模兵力が特に大きかったとも言えず、大日本帝国陸軍とは、内地に於ける師団と、海外領土等に於ける或いは臨時に編成される軍との集合体であるとも言え、それぞれ天皇に直隷し、天皇の下に大日本帝国陸軍総司令官といったような軍職は無かった。
また、内地に於ける日本軍の戦略組織は師団のみであり、常設師団が内地での軍政および作戦と教育を担当した。このため、有事の際に師団が外地に出征すると、内地に留守師団（るすしだん）が置かれた。
なお、太平洋戦争開戦から末期にかけて、4乃至3個歩兵連隊を基幹とした通常の師団の他に、戦車師団・高射師団・飛行師団等の、専門部隊のみの師団が編成された。これら専門部隊のみの師団は、管区を持たず軍政には関与せず、作戦に於いても、他部隊との連携を前提としたもので、単独での作戦遂行を目的としたものではない。

### 師団長の権限等
師団長と師団は、その管掌事項が軍事面に、管轄区域が師管に限られ、軍政および人事に関しては陸軍大臣から、動員計画および作戦計画に関しては参謀総長から、教育に関しては教育総監から、それぞれ区処を受けるものの、天皇直属であるということでは総理大臣及びその管掌する政府と同じであり、師団長の地位は高く、帷幄の機関の長として統帥事項に深く関わる陸軍大臣や参謀総長には及ぶべくもないものの、陸軍次官や参謀次長よりは上位であった。しかし師団が増設され数が増えるに従い師団長の地位も次第に低下した。
「師団司令部条例」（明治21年5月12日勅令第27号）によると、師団長の権限等としては次のものがあった。
- 中将を以て補し、直に天皇に隷し、師管内にある軍隊を統率し、軍事に係る諸件を総理する。
- 師管内軍隊の出師準備を整理しまた、徴兵のことを統括する。
- 部下軍隊の練成についてその責に任ずる。但し、特科兵専門のことは、当該兵監の責任に属する。
- 不慮の侵襲に際し、師管内の防御及び陸軍諸官庁、諸建築物の保護に任ずる。
- 府県知事が、地方の静謐を維持するため、兵力を請求するときは、事が急ならば、師団長は直ちに応じて、後に陸軍大臣及び参軍（後の参謀総長に相当する）に報告しなければならない。府県知事が請求できない例外の場合にあっては、師団長は兵力を以て便宜事に従うことができる（自衛隊における治安出動に相当する）
- 師管内にある軍隊及び陸軍官庁における風紀、軍紀を統監し、軍法会議を管轄する。
- 師団長が赴任する節には、師団司令部所在地の府県知事、警視総監、大審院長、控訴院長、検事長、始審裁判所長及び検事上席の者とは3日以内に互いに訪問し、その師管内の府県知事、控訴院長、検事長、始審裁判所長及び検事上席の者とは30日以内に互いに移文訪問しなければならない。但し、共に官等卑しい者より先んじなければならない。

### 師団司令部の構成
「師団司令部条例」（明治21年5月12日勅令第27号）によると、師団司令部は原則として次の構成とされていた。
- 本部
  - 師団長（師団長1名は中将。合計1名）
  - 参謀部（参謀長1名は大佐、参謀1名は中少佐、参謀1名は大尉。参謀部及び副官部に通じて書記9名は曹長・同相当官・1等軍曹・同相当官・2等軍曹・同相当官）
  - 副官部（副官1名は少佐、副官1名は大尉、副官2名は中少尉。参謀部及び副官部を通じて合計16名）
  - 計官（計官1名は中少尉。1・2・3等書記2名は曹長・同相当官・1等軍曹・同相当官・2等軍曹・同相当官）
- 支部
  - 法官部（理事3名は佐尉官相当官、録事3名は准士官・曹長相当官・1等軍曹相当官・2等軍曹相当官。合計3名）
  - 監督部
  - 軍医部（軍医長1名は大中佐相当官、部員2名（軍医1名・薬剤官1名）は大尉相当官、部員1名は中少尉相当官。書記3名は曹長・同相当官・1等軍曹・同相当官・2等軍曹・同相当官。合計7名）
  - 獣医部（獣医長1名は大尉相当官、書記1名は1等軍曹・同相当官・2等軍曹・同相当官。合計2名）

以上、監督部を除いて、中将1名、佐官同相当官4名、尉官同相当官12名、准士官・下士18名の、合計35名とされた。

### 師団番号
近衛師団、戦車師団、高射師団及び飛行師団を除き、師団について単に「第○師団」と数字のみ冠して呼称した。師団制発足時の番号は、鎮台制の軍管の番号をそのまま師団番号とした。これが第1師団から第6師団である。その後は編成された順に師団番号を順に増加させていった。宇垣軍縮による師団廃止に際してはその番号は欠番とされた。
日中戦争勃発後は、先の宇垣軍縮で欠番となった師団番号を復活させたほか、次々に数を増やしていった。大量動員の中には、きりの良い番号でまとめた師団もあり、1940年に主に内地での補充任務を期待して設置した第51から第57の50番台師団がそのはじめである。留守師団の担任で編成された特設師団に100番台の番号を振った（第101師団など）。そして、昭和20年（1945年）4月には本土決戦第二次兵備として編成した師団に200番台の番号を振った（第201師団など）
師団の軍隊符号はDが使用され、1D（第1師団）、2D（第2師団）などと記した。近衛師団はGDである。

## 陸上自衛隊

### 管区隊体制の時代
警察予備隊の主力部隊は4個の管区隊（各15,000名）に編成されていたが、これはアメリカ陸軍のトライアングラー師団に準じた3単位制であり、在日米軍の主力4個師団を引き継ぐ形で配置された。
保安隊でもこの編制は踏襲されたが、在日米軍の縮小に伴って増設が検討されるようになり、陸上自衛隊への切り替えに際して2個が増設されて、6個管区隊（各12,000名）となった。この際に、従来は普通科連隊に分散配置されていた特車中隊を抽出して管区隊直轄の特車大隊を新設したほか、武器中隊・通信中隊・補給中隊をそれぞれ武器隊・通信隊・補給隊と改称するなどの改編が行われた。また管区隊に加えて、機械化部隊として4個混成団を編成することが計画されたが、MAP供与の装備品の導入が予定通りに進まず、普通科混成団となった。昭和33年度をもって、6個管区隊・4個混成団による10個作戦単位の編成・配置が完成した。
なお、当初の管区隊にはかなりの防衛行政業務が付与されていたが、野戦機動部隊としての性格を損なっていると考えられたことから、後に方面総監部が設置されると防衛行政業務の多くがこちらに移管された。
- 管区隊（12,700名）[11]
  - 3個普通科連隊（2,400名）
    - 連隊本部中隊
    - 3個普通科大隊
    - 重迫撃砲中隊（107mm迫撃砲12門）

  - 特科連隊
    - 連隊本部中隊
    - 3個特科大隊（直協任務; 各大隊105mm榴弾砲16門）
    - 特科大隊（全般支援任務; 155mm榴弾砲18門）
    - 高射自動火器大隊（M15対空自走砲24両、M16対空自走砲24門）

  - 特車大隊（特車56両）
  - 施設大隊
  - 偵察中隊（特車7両）[14]
  - 衛生大隊
  - 輸送中隊
  - 通信隊
  - 武器隊
  - 補給隊

### 13個師団体制の時代
10個作戦単位の配置では本州の中枢が手薄になっている上に、北海道にも作戦単位を増設する必要性が指摘されていた。このことから、第1次防衛力整備計画の策定段階より、作戦単位を13－15個に増設することが検討されるようになっていた。この時点では当該期間中の達成が困難と判断されて先送りされたが、陸自では第2次防衛力整備計画での実施を目指して更に検討を進めた結果、1961年（昭和36年）度の編成事業として、13個師団への改編が行われることとなった。
管区隊は警察予備隊以来の3単位制を踏襲していたが、この結果として個々の連隊は規模が大きく鈍重であると指摘されていたことから、師団化にあわせて4単位制を基本とするように変更され、個々の連隊の規模を縮小することとなった。これに伴って普通科連隊では大隊結節が消失し、4個普通科中隊、本部管理中隊、重迫撃砲中隊の編制となった。またこれとあわせて、106mm無反動砲や対戦車ミサイルの装備により、対戦車火力の強化も図られた。
ただし定員は10個作戦単位体制の時代から変更がなかったために、実際には4単位制（9,000人編成）の甲師団は4個に留まり、残り9個のうち8個は3単位制（7,000人編成）の乙師団、また1個は6,800人編成の機械化師団となった。将来的には全てを4個連隊編成に増強する構想であったが、第2次防衛力整備計画の整備目標・定員18万名を満たすこともかなわず、結局は3個を甲師団化するに留まった。
その後、五三中業に基づいて、1981年（昭和56年）3月に四国を担任する第2混成団が新編されるのに伴って、従来同地を担任してきた第13師団は再び乙師団に戻されたほか、同年4月には第7師団が機械化師団から機甲師団（6,450名）へと改編された。この際に、特科連隊において防空を担当してきた大隊が高射特科大隊として独立、また兵站を担当してきた武器隊・補給隊・輸送隊・衛生隊が後方支援連隊として統合されたが、この施策はのちに他の師団にも敷衍されていった。

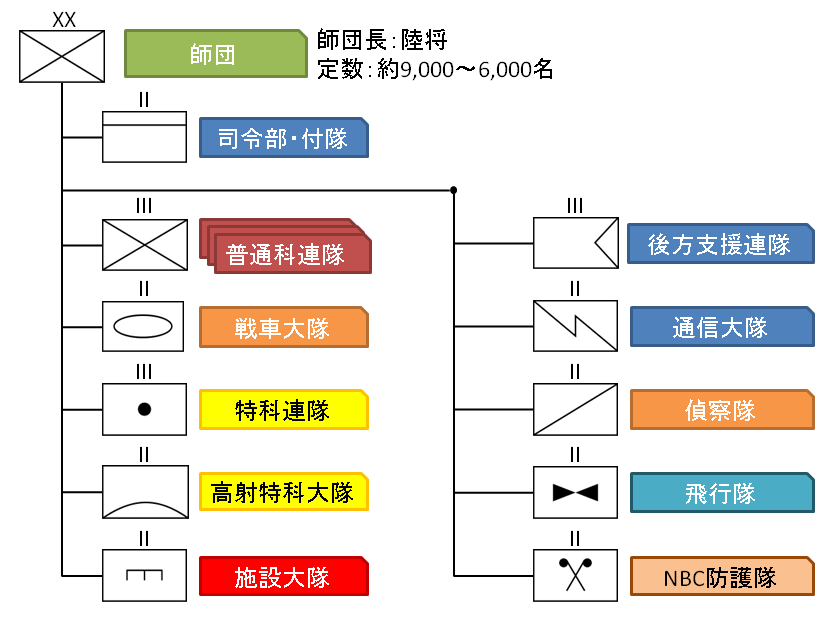
13個師団時代の師団編制の概要図

- 甲師団（9,000名）[11][20]
  - 4個普通科連隊（1,200名）
    - 本部管理中隊
    - 4個普通科中隊
    - 重迫撃砲中隊（107mm迫撃砲12門）

  - 特科連隊
    - 連隊本部中隊
    - 4個特科大隊（直協任務; 各大隊105mm榴弾砲8門）
    - 特科大隊（全般支援任務; 155mm榴弾砲8門）
    - 高射大隊

  - 戦車大隊（戦車最大60両）
  - 施設大隊
  - 対戦車隊
  - 偵察隊
  - 衛生隊
  - 通信大隊
  - 武器隊
  - 補給隊
  - 輸送隊

### 9個師団体制の時代
冷戦終結などの内外情勢の変化を受けて、1995年（平成7年）に閣議決定された防衛計画の大綱（07大綱）では自衛隊の規模削減が明記されており、これを踏まえた08中期防において4個師団が旅団に縮小改編された。
2004年（平成16年）に閣議決定された防衛計画の大綱（16大綱）に基づく17中期防において、陸上自衛隊の作戦基本部隊は、各々の役割に応じて、即応近代化師団・旅団および総合近代化師団・旅団へ改編されることとなった。即応近代化師団・旅団とは、戦車や火砲などの重装備を効率化し、即応性・機動性を重視して編成・配置する部隊であり、本州以南に配置するとされており、特に第1・3師団は「政経中枢タイプ」と分類された。また、第10師団は日本のほぼ中央に位置することから「戦略機動師団」として、即応近代化師団の中でも多くの重装備を有していた。一方、総合近代化師団・旅団とは、あらゆる事態に対応し得るよう、総合的なバランスを重視して編成・配置する部隊であり、北海道に配置するとされた。
2013年（平成25年）に閣議決定された防衛計画の大綱（25大綱）では「統合機動防衛力」という概念が導入され、陸上自衛隊では陸上総隊が新編されるなど、創設以来最大と言われる大規模な改編が行われた。この一環として、既存の師団のうち3個が即応展開に対応した「機動師団」に改編されることになり、26中期防で第6・8師団が、31中期防で第2師団が改編された。これらの師団においては、普通科連隊のうち1個が諸職種混成の即応機動連隊に改編されるなど、大規模な編制変更が行われている。一方で、第7師団は引き続き機甲師団としての機動運用を担うほか、三大都市圏やチョークポイントを守備範囲とする第1・3・4・9・10師団は地域配備師団と位置付けられ、この時点では機動師団への改編は盛り込まれなかった。2024年（令和6年）3月をもって機動師団・地域配備師団の新編が完結した。
2022年（令和4年）に閣議決定された国家防衛戦略に基づき、31中期防を廃止して定められた防衛力整備計画では第15旅団の師団化改編が予定されるとともに、機甲師団や機動師団・旅団を含めて、師団となる第15旅団を除いて、その他の師団・旅団は全て機動運用を基本とすることとされた。なお、第15旅団の師団改編においては、2個普通科連隊基幹とする予定であるが、実際には旅団時代の普通科連隊 (軽) のままであるため、人員3000名程度で元々実質的に増強歩兵大隊程度であったものが第14旅団と同水準の部隊になるというだけに過ぎない。
現在置かれている陸上自衛隊の師団は次の通り（陸上自衛隊の師団等一覧も参照）
| 師団     | 方面隊 | 司令部 所在地   | 隷下主要戦闘部隊 | 隷下主要戦闘部隊 | 隷下主要戦闘部隊 | 隷下主要戦闘部隊 | 隷下主要戦闘部隊      | タイプ       | 師団長俸給 |
| 師団     | 方面隊 | 司令部 所在地   | 即応機動連隊     | 普通科           | 特科             | 高射特科         | 機甲科                | タイプ       | 師団長俸給 |
| -------- | ------ | --------------- | ---------------- | ---------------- | ---------------- | ---------------- | --------------------- | ------------ | ---------- |
| 第1師団  | 東部   | 東京都 練馬区   |                  | 3個連隊          | （なし）         | 1個大隊          | 1個偵察戦闘大隊       | 地域配備師団 | 2号俸給    |
| 第2師団  | 北部   | 北海道 旭川市   | 1個連隊          | 2個連隊          | 1個連隊          | 1個大隊          | 1個戦車連隊 1個偵察隊 | 機動師団     | 2号俸給    |
| 第3師団  | 中部   | 兵庫県 伊丹市   |                  | 3個連隊          | （なし）         | 1個大隊          | 1個偵察戦闘大隊       | 地域配備師団 | 2号俸給    |
| 第4師団  | 西部   | 福岡県 春日市   |                  | 3個連隊          | （なし）         | 1個大隊          | 1個偵察戦闘大隊       | 地域配備師団 | 2号俸給    |
| 第6師団  | 東北   | 山形県 東根市   | 1個連隊          | 2個連隊          | （なし）         | 1個大隊          | 1個偵察隊             | 機動師団     | 2号俸給    |
| 第7師団  | 北部   | 北海道 千歳市   |                  | 1個連隊          | 1個連隊          | 1個連隊          | 3個戦車連隊 1個偵察隊 | 機甲師団     | 1号俸給    |
| 第8師団  | 西部   | 熊本県 熊本市   | 1個連隊          | 2個連隊          | （なし）         | 1個大隊          | 1個偵察隊(1個戦車隊)  | 機動師団     | 2号俸給    |
| 第9師団  | 東北   | 青森県 青森市   |                  | 3個連隊          | （なし）         | 1個大隊          | 1個偵察戦闘大隊       | 地域配備師団 | 1号俸給    |
| 第10師団 | 中部   | 愛知県 名古屋市 |                  | 3個連隊          | （なし）         | 1個大隊          | 1個偵察戦闘大隊       | 地域配備師団 | 1号俸給    |

## アメリカ陸軍

### トライアングラー師団
第一次大戦を通じて各国が3単位制師団 (Triangular division) へと移行していったのに対し、アメリカ外征軍（AEF）は4単位制師団 (Square division) を堅持していた。これは、予備が乏しいという3単位制師団の構造的な問題に加えて、職業軍人が比較的少なく軍事産業も弱体なために複雑な編成を導入し辛いというアメリカ軍特有の問題も影響していた。しかしAEFを率いたパーシング将軍は、部下にあたるコナー将軍など参謀将校の進言を受けて、戦後の1920年には、アメリカ軍の歩兵師団をヨーロッパの3単位制師団に似せて再編するよう勧告した。
AEFからの勧告は、この時点では政治的・財政的な理由によって取り上げられなかったが、1935年に陸軍参謀総長に就任したクレイグ大将はコナー将軍らの影響を受けており、すべての戦闘編制と戦術の見直しを推進した。まず参謀本部が製作した編制案に従って第2歩兵師団が3単位制に改編され、1936年から1939年にかけて広範な試験を行ったのち、結局、1920年のAEFの構想に近い編制に落ち着いた。実際、第2歩兵師団での試験で重要な役割を果たしたマクネア准将は、かつて初級将校としてAEFによる第一次大戦後の研究に参加していた。第二次世界大戦に突入した時点では3単位制への移行途上の状態であり、改編が完了したのは1942年9月のことであった。ただしその後も、広域に展開する空挺師団においては4単位制が維持された。
3単位制の導入とともに、旅団にかわって連隊が師団内の主要な構成単位となっていたこともあり、歩兵師団は容易に3個の連隊戦闘団 (RCT) に分割できるようになっていた。マクネア将軍は1942年3月に陸軍地上軍 (AGF) 司令官となり、部隊の訓練・編制のすべてを担当するようになったが、特定の状況や任務でのみ必要とされるような専門単位部隊は師団ではなく軍団や野戦軍で管理すべきであると考えており、必要に応じて師団に配属するようになっていたが、大戦での経験から、配属関係はある程度恒久的に維持したほうが、諸兵科協同が円滑に進むことが判明した。1942年・43年には連隊の編制が若干変更されて105mm榴弾砲が配備され、砲兵の配属を受けずとも連隊は独自の遠戦火力をもつようになった。ただし105mm榴弾砲は火力が大きい一方で重量が重いために連隊砲としての機動力を欠いているという問題があった。また対戦車兵器として配備された57mm対戦車砲にも装甲貫徹力が不足するという問題が指摘されていた。
これを踏まえて、1945年3月、アメリカ陸軍地上軍は、歩兵連隊の105mm榴弾砲と57mm対戦車砲にかえて戦車中隊を配属すること、また歩兵大隊の対戦車兵器として75mm無反動砲を配備することを提言したが、人員不足が懸念されたためにこの時点では採択されなかった。その後、1948年の改訂でおおむねこの提言に沿った改編が行われ、歩兵連隊には107mm重迫撃砲も追加された。またこの歩兵連隊の戦車中隊に加えて、歩兵師団固有の戦車大隊も維持された。ただしほとんどの師団は朝鮮戦争までに改編を完了することはできなかった。
- 歩兵師団
  - 3個歩兵連隊
    - 3個歩兵大隊

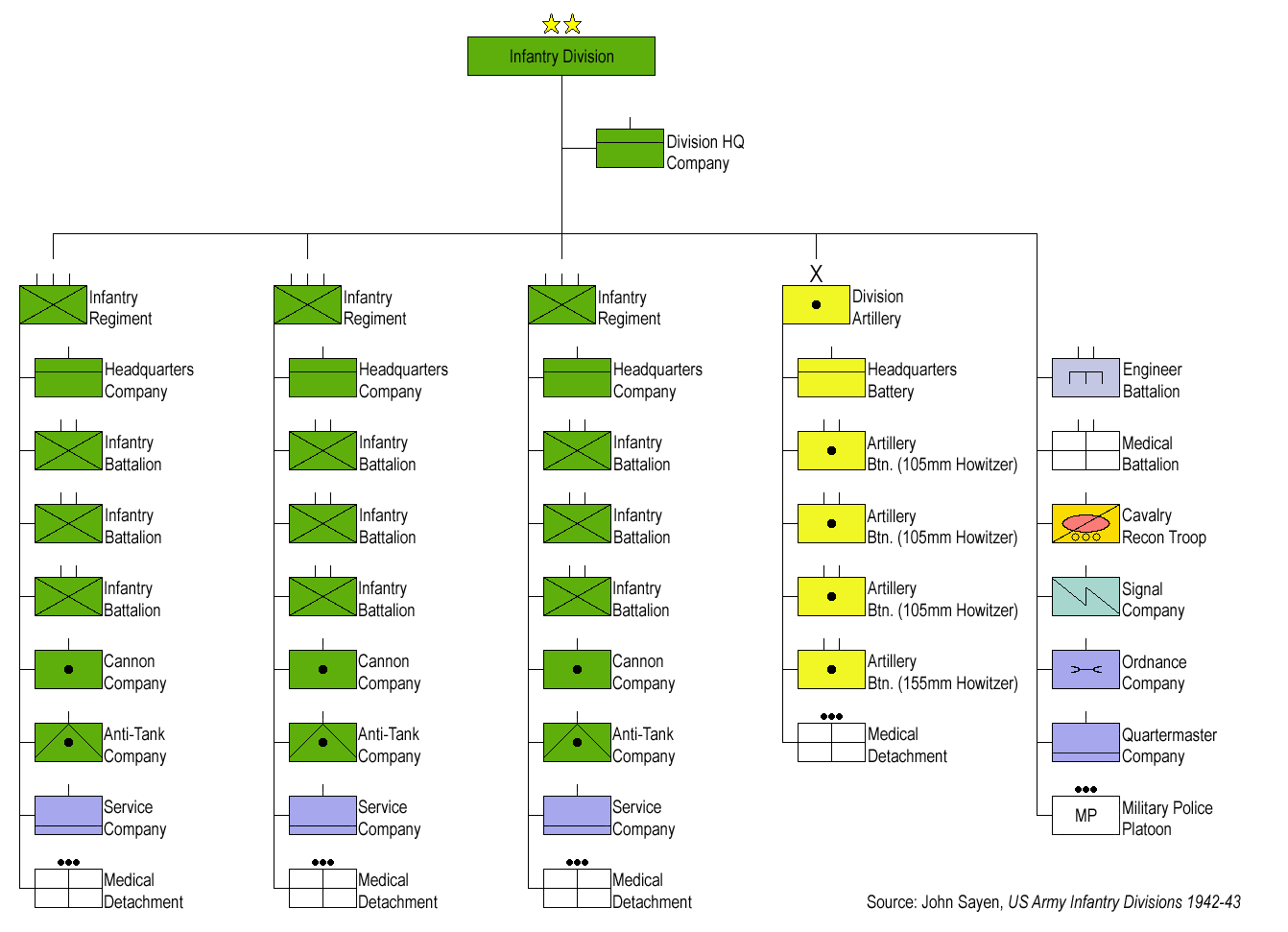
3単位制歩兵師団の概要図

    - 1個対戦車砲中隊（M1 57mm対戦車砲×9門）
    - 1個火砲中隊（M3 105mm榴弾砲×6門）

  - 師団砲兵司令部
    - 3個直接支援砲兵大隊（各大隊M2 105mm榴弾砲×12門）
    - 1個全般支援砲兵大隊（M1 155mm榴弾砲×12門）

  - 工兵大隊（4個工兵中隊）
  - 衛生大隊（3個搬送中隊＋1個野戦病院中隊）
  - 偵察中隊
  - 通信中隊
  - 武器整備中隊
  - 補給中隊
  - 独立戦車大隊（※配属; 中戦車×59両＋軽戦車×17両）
  - 独立戦車駆逐大隊（※配属; 戦車駆逐車×36両）
  - 独立高射自動火器大隊（※配属; 自走式対空砲×32両）

### ペントミック師団
アメリカ陸軍は、1949年までに核兵器の戦術的使用についての研究を開始しており、地上目標に対する有効性を確認する一方、近い将来に戦術核の米国による独占の時代は終わり、ドクトリンの大きな変更が求められるであろうと認識していた。そして核戦場に対応する新しい編制として提唱されたのがペントミック・コンセプトであり、1956年よりこれに基づく再編が開始された。
「ペントミック」という言葉は「5」を意味するPentaと「核」を意味するatomicを組み合わせた合成語であり、その名の通りに5単位制を採用したという特徴がある。これは、通信機能の改善によって師団長が運用可能な部隊数が増加したと判断されたことから、戦術核兵器の攻撃対象となりうる部隊集結状況を減らすために導入されたものであった。
ただし部隊運用思想の大変革は混乱を招き、また編成・装備面の更新も追いつかず、実際には核戦場には対応できない状況となっていた。そして1950年代末期にアイゼンハワー大統領が核重視による軍縮政策に舵を切り、通常戦力の縮小が進められることになったことで、ペントミック・コンセプトを本来の形で実現することは不可能となった。
- 歩兵師団（13,948名）
  - 1個旅団司令部(任意の戦闘群等を指揮下に入れての分割運用を目的[48])。
  - 5個歩兵連隊戦闘群（1356名）
    - 5個小銃中隊
    - 重迫撃砲中隊（M30 107mm迫撃砲）

  - 師団砲兵司令部
    - 直接協力大隊
      - 5個軽砲中隊（各中隊M101 105mm榴弾砲×6門）

    - 全般支援大隊
      - 2個中砲中隊（各中隊M114 155mm榴弾砲×6門）
      - 8インチ榴弾砲中隊
      - 地対地ロケット中隊（MGR-1発射機×2基）

  - 戦車大隊（760名; M48パットン戦車×63両）
  - 機甲偵察大隊（609名; 戦車×21両）
  - 工兵大隊（785名）
  - 通信大隊（531名）
  - 師団支援群（衛生大隊+補給・支援大隊+整備大隊）
  - 憲兵中隊

### ROAD師団
ペントミック・コンセプトの行き詰まりを受けて、アメリカ陸軍は代替となる編制案の検討に着手し、1962年よりROAD（Reorganization Objective Army Division）コンセプトに基づく改編を開始した。
ROAD師団は、思想的には3単位制をベースとしているが、building blockアプローチを全面的に導入しており、師団内に3つの旅団司令部を常設し、プールされている戦闘機動大隊を適宜に指揮下に入れることで諸兵科連合タスクフォースを構成できるようになっていた。
戦闘機動大隊には機械化歩兵大隊と戦車大隊があるが、師団の種類に応じて比率が異なっており、歩兵師団は8対2、機械化師団は7対3、機甲師団は5対6の比率とされた。
またROAD師団は、デイビー・クロケットやオネスト・ジョンといった戦術核兵器プラットフォームを装備するとともに、ペントミック師団の2倍の航空機を保有していた。
- 歩兵師団（18,000名）
  - 3個旅団司令部
  - 8個歩兵大隊
  - 1個機械化歩兵大隊
  - 1個戦車大隊（戦車×54両）
  - 機甲偵察大隊（軽戦車×27両+装甲兵員輸送車×24両）
  - 師団砲兵司令部
    - 3個軽砲大隊（各大隊M101 105mm榴弾砲×18門）
    - 混成砲兵大隊（M114 155mm榴弾砲×18門+M110 203mm自走榴弾砲×4両）
    - ロケット砲兵大隊（115mm多連装ロケット発射機×9両）

  - 防空砲兵大隊（チャパラル自走SAM×24両+M163対空自走砲×24両）
  - 工兵大隊
  - 通信大隊
  - 師団支援群（衛生大隊＋補給・支援大隊＋整備大隊）
  - 憲兵中隊

### 86師団
ベトナムからの撤退とともに、アメリカ陸軍は、再びヨーロッパを主戦場にした想定での検討に着手した。撤退と同年の1973年7月には、陸軍全体の教義や訓練基準を定めるための訓練教義コマンド（TRADOC）が創設されており、同年10月の第四次中東戦争が早速研究対象となった。
この戦争では、開戦後の2週間で50％という激烈な物的損耗が記録された。また戦車や対戦車ミサイル、防空能力や暗視装置、電子戦など兵器技術の進歩が示された。そして既存のROAD師団は、このような新しい兵器技術や戦術に十分に対応できておらず、改編が必要であると指摘されるようになった。
これらを背景として、1970年代後半より検討が開始されたのが86師団（Division 86）コンセプトである。この研究は新しいドクトリンであるエアランド・バトルの開発と並行しており、これに適合化した師団編制が志向されていた。基本的にはROAD師団から大きな変更はないが、師団の航空戦力を統括するために4つ目の旅団司令部が追加されたほか、MLRSも追加された。
1979年10月、メイヤー大将が陸軍参謀総長に就任してから4か月後、TRADOC司令官 スターリー大将が提出した86師団案は大筋で承認され、並行して行われていた軍団以上の階梯についての研究（Army 86）と歩調を合わせて進められることになった。そして1983年8月の将官会議において、これらの研究を発展させてAOE (Army of Excellence) 研究が行われることが決定された。
AOE研究では、86師団を引き継いだ重師団とともに、軽歩兵師団（Light-infantry Division, LiD）の編制が盛り込まれた。これは低強度紛争に最適化しつつも欧州正面の中・大規模紛争への投入も想定されており、またC-141B輸送機400－500ソーティで空輸展開可能とされていた。軽歩兵師団としては、まず1984年より第7師団の改編が開始された。また重師団についても、AOE研究を踏まえた小改正を経て、1983年から1984年にかけて86師団コンセプトに基づく改編が行われた。機械化歩兵大隊と戦車大隊の比率は、機械化師団は5対5、機甲師団は4対6とされた。
- 機械化師団（19,302名）[60]
  - 3個旅団司令部（133名）
  - 5個機械化歩兵大隊（876名）
  - 5個戦車大隊（522名: 主力戦車58両、騎兵戦闘車7両など）
  - 師団砲兵（3,236名: 目標捕捉中隊+M109 155mm自走榴弾砲大隊3個+MLRS）
  - 航空旅団（1,749名: 戦闘支援航空大隊、2個攻撃ヘリ大隊など）
  - 師団支援コマンド（3個前方支援大隊、整備大隊など）
  - 防空大隊
  - 工兵大隊
  - 通信大隊
  - 軍事情報大隊
  - 化学防護中隊
  - 憲兵中隊

- 軽歩兵師団（10,791名）[58]
  - 3個旅団司令部（100名）
  - 9個歩兵大隊（559名: 本部中隊＋3個小銃中隊）
  - 師団砲兵（105mm榴弾砲装備）
  - 航空旅団
  - 工兵大隊
  - 防空大隊
  - 通信大隊
  - 師団支援群

### モジュラーフォース
2008年、アメリカ陸軍は、ピーター・シューメーカー陸軍参謀総長の指揮下に、モジュラー・フォース改編を発動した。これにより、アメリカ陸軍師団は、歩兵旅団戦闘団、ストライカー旅団戦闘団、機甲旅団戦闘団の3種類の旅団戦闘団を基幹として、航空旅団や支援旅団などの機能別支援旅団を組み合わせた編制に改められた。
モジュラー・フォース改編は、米陸軍再編計画の一部として策定された。米陸軍再編計画においては、指揮統制の迅速化と戦力投入の効率化のため、従来採用されてきた、旅団－師団－軍団－軍という4段階の指揮系統が見直され、UA‐UEx‐UEyとして再構築された。そして、司令部部隊たるUExのうち、少将を指揮官として戦術階梯におけるものが、師団司令部に相当するものであり、戦術階梯における実戦部隊であるUA＝旅団戦闘団（BCT）を指揮して戦闘を遂行することとなる。なお、これに対して、UExのうち中将を指揮官として作戦階梯において司令部部隊となるものは、軍団司令部に相当するものとされている。
モジュラー・フォース改編においては、部隊組織の中核は旅団戦闘団に置かれており、司令部部隊であるUEyやUExは、臨機に旅団戦闘団や支援旅団を組み合わせて活動することとされている。師団司令部は、司令部（HQ）と師団特別大隊（STB）、戦術指揮所（TAC CP）より構成され、人員数は900~1,000名である。

## イギリス陸軍
上記の通り、イギリス陸軍は長く師団編制の導入に消極的だったが、ボーア戦争の戦訓から諸兵科連合の師団を常備することとなり、1907年より常設化された。ただしその後も臨時的なニュアンスが強く、平時には師団の隷下にあるのは通信や航空、情報などの部隊のみであって、戦時などに必要に応じて2－4個の旅団を指揮下に入れて作戦にあたることとなる。

## イスラエル国防軍
イスラエル国防軍（IDF）の師団、「ウグダ」（ヘブライ語: אוגדה (Ugda)）は現役・予備役部隊の旅団計5個旅団ほどからなる。工兵・偵察部隊は各旅団に組み込まれている。師団長はかつては少将であることが多かったが、現在は准将が就く。
IDFはイギリス軍制の影響を色濃く受けており、旅団が重視されて、師団は臨時的性格が強い。永続的な部隊としての師団が編制されたのは割と遅く、第三次中東戦争後の1968年12月16日、「シナイ師団」こと第252機甲師団が（当時イスラエルの占領地であった）シナイ半島防衛のため編成されたのが始まりである。
ヘブライ語では部隊名を「第162師団」や「第252師団」のように表記するのだが、ヘブライ語版wikipedia「師団(אוגדה)#ツァハルの師団」によれば次の3種類に分類される。第98予備役空挺師団以外は1～3個機甲旅団を持ち、（機甲旅団より歩兵旅団の方が多くても）兵科上「機甲師団」に分類される。戦車定数は師団にもよるが動員時で約100～300輌。

### 現役師団
- 第36機甲師団 「ウグダ・ガアシュ」（火山師団）
- 第162機甲師団 「ウグダ・ハ・ペラダー」（鋼鉄師団）

平時は現役部隊の3個歩兵・機甲旅団+1個砲兵旅団を基幹とし、有事に予備役部隊（第36機甲師団は歩兵・機甲・砲兵旅団1個ずつ、第162機甲師団は1個機甲旅団）の配属を受ける師団。
編制例として第36機甲師団の編成は以下のようになる。
- 第36機甲師団

現役部隊
- 第7機甲旅団「サール・ミー・ゴラン」（ゴランからの嵐）
  - 第75戦車大隊「ロマク」（槍）
  - 第77戦車大隊「オズ」（勇気）
  - 第82戦車大隊「ガアシュ」（火山）
  - 第603機械化工兵大隊「ラハブ」（剣）
  - 第356「サイェレット7」機械化偵察中隊
  - 第353通信中隊「ハニット」（矢）
- 第188機甲旅団「バラク」（電光）
- 第1歩兵旅団（英語版）「ゴラニ」
- 第282砲兵旅団（ヘブライ語版）「ゴラン」

予備役部隊
- 第6予備役歩兵旅団（英語版）「エチオニ」
- 第263予備役機甲旅団（ヘブライ語版）「メルカヴォト・ハ・エシ」（炎のチャリオット）
- 第219予備役砲兵旅団（ヘブライ語版）「ラアム」（雷）

支援部隊
- 第389通信大隊「シオン」
- 兵站旅団
  - 弾薬大隊
  - 補給大隊
  - 医療大隊
  - 憲兵中隊
  - NBC中隊

### 地域師団
- 第91地域師団（英語版） 「ウグダ・ハ・ガリリー」（ガリラヤ師団） - ガリラヤ地方担当
- 第877地域師団（英語版） 「ウグダ・エツォール・イェフダ・ヴェショムロン」（ユダヤ・サマリア師団）  - ヨルダン川西岸（ユダヤ・サマリア）担当
- 第643地域師団（英語版）「ウグダ・ガザ」（ガザ師団）- ガザ地区担当
- 第80地域師団（英語版）「ウグダ・エドム」（真紅師団） - ネゲヴ地方担当
- 第210地域師団（英語版）「ウグダ・バシャン」（バシャン師団） - ゴラン高原担当

イスラエル本土および占領地の各地域の防衛・国境周辺の警備を専門とする師団（詳細不明）。

### 予備役師団
- 第98予備役空挺師団（英語版）「ウグダ・エシ」（火炎師団）
- 第143予備役機甲師団（ヘブライ語版）「ウグダ・アムード・エシ」（火柱師団）
- 第252予備役機甲師団「ウグダ・サイナイ」（シナイ師団）
- 第319予備役機甲師団（英語版）「ウグダ・ハ・マパツ」（爆発師団）
- 第340予備役機甲師団（ヘブライ語版）「ウグダ・アイダン」（時代師団）

平時は現役部隊の1～2個機甲・空挺旅団を基幹とし、有事に予備役部隊の配属を受ける師団。

## ソ連・ロシア陸軍

### ソ連陸軍
1946年、赤軍から改編されてソ連地上軍（陸軍）が設置された。大祖国戦争終結直後、ソビエト連邦ではまだ核武装に成功していなかったこともあり、欧州でのいかなる事態にも対応できるよう、在来型の機械化戦力の拡充が推進された。終戦に伴う動員解除もあり、1948年までに約500個師団規模の部隊が約175個師団に縮小改編されたが、師団規模の機甲・機械化部隊は39個から65個に増加した。この際に、戦時中の戦車軍団は戦車師団、機械化軍団は機械化師団と、それぞれ部隊規模を反映した名称になった。またその他の狙撃師団（歩兵師団）についても、師団数の削減に伴って自動車の数に余裕が生じたことで自動車化が進み、これらの師団のトラックの編制定数は1944年から1946年で3倍に増加した。
その後、核兵器開発の成功によって、一時は在来型戦力の整備が等閑に付された時期もあったが、1953年のスターリンの死を受けて左遷を解かれたジューコフ元帥は、1955年に国防大臣に就任すると、既に参謀総長の職にあったソコロフスキー元帥と協力して、核戦場に適応できるように地上軍を改編する事業に着手した。機械化師団も狙撃師団も廃止され、自動車化狙撃師団として一本化された。1958年までに、ソ連軍の戦力組成に残っていたのは、戦車、自動車化狙撃および空挺狙撃の3種類だけとなった。
1958年以降、戦車師団の基幹を中戦車連隊（T-55中戦車110両）2個、重戦車連隊（T-10重戦車95両）1個、自動車化狙撃連隊1個（BTR装輪装甲車のほか、連隊内にも中戦車大隊1個・35両）としたほか、偵察部隊にも水陸両用のPT-76軽戦車を配備、また砲兵連隊（122mm自走砲36両）、対空連隊（57mm自走砲）等を配備して、戦力組成を一新した。1960年代には、主力戦車をT-62に、またBTR装輪装甲車をBMP-1歩兵戦闘車に更新するなど、更に近代化が継続された。
1980年代には戦車52,000両を保有し、50個戦車師団・138個自動車化狙撃師団の基幹部隊に加えて、空挺師団や空中機動部隊、特殊部隊などを各戦域で統合した作戦機動グループ（OMG）を編成しており、機甲部隊と空中機動部隊とを連携させての攻勢作戦に自信を深めていた時期であった。
- 自動車化狙撃師団（人員13,498名）[67]
  - 師団司令部（320名）
  - 3個自動車化狙撃連隊（各2,300名）
  - 戦車連隊（1,101名）
  - 砲兵群（1,800名: 100mm砲12門、122mmロケット弾発射機24基、自走対戦車ミサイル12両、SS-21ミサイル4基、152mm自走榴弾砲72両）
  - 防空連隊（302名: SA-8BないしSA-6地対空ミサイル20基）
  - 独立戦車大隊（241名: 戦車51両）
  - 偵察大隊（300名: 戦車6両、装甲車28両、オートバイなど）
  - 工兵大隊（380名）
  - 通信大隊（294名）
  - 化学防護大隊（150名）
  - 整備大隊（294名）
  - 衛生大隊（158名）
  - 輸送大隊（217名）
  - 航空支援中隊（220名: Mi-2ヘリコプター6機、Mi-8ヘリコプター8機、Mi-24ヘリコプター8機）
  - 交通管理中隊（60名）

### ロシア陸軍
ソビエト連邦の崩壊後のロシア陸軍も基本的にソ連陸軍の編制を踏襲していたが、2007年にアナトーリー・セルジュコフが国防相に就任すると、即応性の改善と組織・人員の合理化などを主眼とする大規模な改編が行われた。この一環として基本作戦単位が師団から旅団に変更されることになり、2009年中に、千島列島に駐屯する第18機関銃・砲兵師団を除く全ての師団が解体された。
従来の師団編制では連隊戦闘団や大隊戦闘団などを編成して戦闘に臨むことが想定されていたが、南オセチア紛争やチェチェン紛争の経験から、当時のロシア陸軍師団では、実際には各連隊で1個の大隊戦闘団を編成するのがせいぜいであることが判明していた。このことから、規模は連隊並みだが完結した戦闘団として機能する旅団を基本作戦単位とすることで、実質的な戦闘能力は維持しつつ組織の合理化を図るものであった。定数約4,000名の新型旅団84個が編成されたが、このうち装甲部隊を中心とする戦車旅団（重旅団）は4個のみで、装輪装甲車で移動する自動車化狙撃旅団（中旅団）や軽装備の山岳旅団（軽旅団）が主体となっており、大規模戦争型から小規模紛争対処型へのシフトが鮮明となった。
ただし師団から旅団への改編によって大きく兵力を減じたにもかかわらず、担当すべき戦線の幅は師団時代と変わらず20キロメートルとされており、戦力不足が指摘されていた。また旅団化による戦略機動力の向上が期待されていたが、実際には重装備は鉄道で輸送しなければならないため師団時代と大差がなく、またアメリカ陸軍の旅団戦闘団の高い機動力の背景にあるような強力な兵站支援能力も欠いていることも指摘されるなど、旅団化改編には多くの問題が指摘されていた。このため、2012年にセルジュコフ国防相が更迭されると、2013年に第2親衛自動車化狙撃師団および第4親衛戦車師団が復活したのを端緒として、一部で師団編制も復活した。

## 朝鮮戦争時の師団編制

### 中国軍
- 歩兵師団（約10,000名）
  - 3個歩兵連隊
    - 3個歩兵大隊
      - 3個歩兵中隊（3個小銃小隊＋迫撃砲小隊（M2 60mm 迫撃砲×2門））
      - 特務中隊
      - 重火器中隊（82mm迫撃砲BM-37×2門, 重機関銃×4丁）
      - 通信分隊
      - 衛生分隊

    - 砲兵中隊（M1938 76mm山砲×6門）
    - 迫撃砲中隊（82mm迫撃砲BM-37×4門）
    - 偵察・通信中隊
    - 衛生隊
    - 輸送中隊
    - 警戒中隊

  - 偵察中隊
  - 警戒中隊
  - 政治班
  - 通信中隊
  - 工兵中隊
  - 砲兵大隊
    - 2個砲兵中隊（F-22USV 76mm野砲×6門）

  - 輸送中隊
  - 衛生隊

### 朝鮮人民軍
朝鮮戦争開戦直前、1950年5月の時点において、北朝鮮軍の歩兵師団の編制は、第二次世界大戦当時のソ連軍の師団を、北朝鮮の国情に合わせて縮小したものであった。
また、国境会戦からソウル会戦にかけて極めて重要な役割を果たした第105戦車旅団は、やはりソ連軍の戦車師団を縮小した編制になっているが、旅団としての主体的な運用というよりは分割されての歩兵直協任務を考慮したものになっている。
- 歩兵師団（約11,000名）
  - 3個歩兵連隊（2,794名）
    - 3個歩兵大隊
    - 重迫撃砲中隊（120mm迫撃砲PM-38×6門）
    - 歩兵砲中隊（M1938 76mm山砲×4門）
    - 対戦車砲中隊（53-K 45mm対戦車砲×4門）

  - 砲兵連隊
    - 2個野砲大隊（各大隊76mm野砲M1939×12門）
    - 榴弾砲大隊（122mm榴弾砲M1938×12門）
    - 自走砲大隊（SU-76×12両）

  - 工兵大隊
- 第105戦車旅団
  - 第107戦車連隊（T-34戦車×40両）
  - 第109戦車連隊（T-34戦車×40両）
  - 第203戦車連隊（T-34戦車×40両）
  - 第206機械化歩兵連隊

### 韓国軍
朝鮮戦争開戦直前において、韓国軍師団の編制は、第二次世界大戦当時のアメリカ軍の師団を、韓国の国情に合わせて縮小したものであった。なお、後方の第2、第3、第5師団は2個歩兵連隊を基幹とし、砲兵大隊を欠く軽歩兵師団であったほか、朝鮮戦争開戦時の第7師団は隷属替えにより一時的に2個連隊基幹となっていた。
- 歩兵師団（約10,000名）
  - 3個歩兵連隊（約2,650名）
    - 3個歩兵大隊
    - 対戦車砲中隊（M1 57mm対戦車砲×6門）

  - 砲兵大隊
    - 3個軽砲中隊（各中隊M3 105mm榴弾砲×5門）

  - 偵察中隊（M20装甲車×4両）
  - 工兵大隊
  - 通信中隊
  - 後方支援隊